# Karatajka
Karatajka (in russo Каратайка?; su alcune mappe: Korotaicha) è un villaggio situato nel Circondario autonomo dei Nenec, nella Russia europea del nord.
Si trova a poca distanza dal fiume Korotaicha, a 20 km dalla baia della Chajpudyra e 370 km a nord-est di Nar'jan-Mar.